# Park Narodowy Salonga
Park Narodowy Salonga (fr. Parc National de la Salonga) – park narodowy w środkowej Demokratycznej Republice Konga, założony w 1970 roku. Park zajmuje powierzchnię 36000 km², co czyni go największym obszarem ochrony wilgotnego lasu równikowego w Afryce. Podzielony jest na dwie części: północną (Parc National de la Salonga Nord) i południową (Parc National de la Salonga Sud). W 1984 roku organizacja UNESCO wpisała park na listę światowego dziedzictwa ze względu na bogactwo występujących tu zagrożonych gatunków zwierząt – żyje tu m.in. paw kongijski, szympans karłowaty i słoń leśny. 
W 1999 roku Park trafił na listę zagrożonych miejsc światowego dziedzictwa. Wśród powodów wymieniano presję ze strony ludzi, którzy kłusowali w Parku i wypalali las deszczowy pod uprawy rolne. Ale także planowane odwierty w poszukiwaniu ropy naftowej. W 2021 roku uznano, że wysiłki mające na celu ochronę lasu deszczowego przynoszą efekty i Park Narodowy Salonga skreślono z listy miesc zagrożonych.